# George Craven (3e comte de Craven)
George Grimston Craven, 3e comte de Craven (16 mars 1841 - 7 décembre 1883) est un pair britannique. 

## Jeunesse
Il est né le 16 mars 1841. Il est le fils aîné survivant de William Craven (2e comte Craven) et de sa femme, Lady Emily Mary Grimston (1815–1901) . 
Ses grands-parents paternels sont William Craven (1er comte de Craven, 1770-1825) (le fils aîné de William Craven (6e baron Craven), et son épouse Elizabeth Berkeley, qui épouse Charles-Alexandre de Brandebourg-Ansbach-Bayreuth après la mort du baron Craven) et son épouse, Louisa, comtesse de Craven, ancienne actrice anglaise. Ses grands-parents maternels sont James Grimston (1er comte de Verulam) et Lady Charlotte Jenkinson (la fille de Charles Jenkinson (1er comte de Liverpool)). 

## Carrière
Il hérite du comté le 25 août 1866 après la mort de son père. Sa mère survit à son mari et à George, de plus de 30 ans, vivant jusqu'à sa mort à Londres le 21 mai 1901. 
Lord Craven est Lord Lieutenant du Berkshire entre 1881 et 1883. 

## Vie privée
Le 17 janvier 1867, Lord Craven épouse Evelyn Laura Barrington (1848–1924), la deuxième fille et cohéritière de George Barrington (7e vicomte Barrington) et d'Isabel Elizabeth Morritt (seule fille de John Morritt de Rokeby Park),. Ensemble, ils ont six enfants, dont: 
- Mary Beatrix Craven (1867–1881), décédée célibataire[2]
- William Craven (4e comte de Craven) (1868–1921)[6], qui épouse l'héritière américaine, Cornelia Martin, fille du banquier Bradley Martin[7], en 1893[8].
- Rupert Cecil Craven (1870–1959), qui épouse Inez Morton Broom, fille de George Broom en 1899[9] Ils ont divorcé en 1908 et il se remarie avec Joséphine Margueritte ( née Reixach y Gisbert) Banbury en 1925, la veuve du capitaine Charles William Banbury, une fille de Don José Reixach y Gisbert.
- Charles Frederick Craven (1873–1873), décédé en bas âge.
- Charles Eric Craven (1879–1909), qui épouse Amalia Kolowratek en 1901
- Helen Emily Craven (1874-1926), qui épouse le lieutenant-colonel Ian Rose Innes Forbes du château de Rothiemay en 1901

Lord Craven est décédé le 7 décembre 1883. Il est remplacé par son fils aîné, qui n'avait alors que quatorze ans. 